# John L. McCrea
John Livingstone McCrea (Marlette, 29 maggio 1891 – Needham, 25 gennaio 1990) è stato un ufficiale statunitense di grado viceammiraglio, comandante del dragamine USS Bittern e, durante la seconda guerra mondiale, della corazzata USS Iowa.

## Biografia
John L. McCrea nacque a Marlette, in Michigan, il 29 maggio 1891.
McCrea si laureò all'Accademia navale degli Stati Uniti e nel 1915 fu nominato guardiamarina. Prestò servizio sulle corazzate USS New York e poi nel 1919 sulla USS New Mexico. McCrea fu l'ufficiale di guardia a bordo della New York che il 21 novembre 1918 registrò la resa della flotta d'alto mare della marina imperiale tedesca nel suo diario di bordo.
Nel 1921 prestò servizio su diversi cacciatorpediniere: USS Burns, USS Babbitt e USS Zeilin. Nel 1922 fu ufficiale esecutivo della petroliera di rifornimento USS Ramapo. Nel 1923 frequentò il Naval War College. Il suo primo comando arrivò nel 1924, sul dragamine USS Bittern.
Nel 1926 fu assegnato all'ufficio del giudice avvocato generale e dove completò la sua laurea in giurisprudenza nel 1929. Subito dopo fu segretario di bandiera dello squadrone dei servizi speciali in America Centrale. Nel 1932 divenne assistente del giudice avvocato generale e, nel 1934, completò un master in giurisprudenza presso la GWU. Da lì fece rapporto a bordo dell'incrociatore pesante USS Astoria, dove svolgeva il ruolo di navigatore.
Fu promosso comandante nel 1936 e assegnato come ufficiale esecutivo della base navale di Guam e aiutante per l'amministrazione civile. Nel 1938 tornò al servizio sulla corazzata come ufficiale esecutivo della USS Pennsylvania.
Nel settembre 1940 McCrea divenne aiutante del CNO Harold Rainsford Stark. Fu segretario navale alla Conferenza Arcadia e fece una visita personale per consegnare piani di guerra riveduti agli alti comandanti navali nel Pacifico.
Fu promosso capitano nel 1942 e nominato aiutante navale del presidente Franklin D. Roosevelt. In tale veste, istituì la Sala delle mappe della Casa Bianca e accompagnò Roosevelt alla conferenza di Casablanca del gennaio 1943 dove prese appunti. Prese il comando della corazzata USS Iowa appena entrata in servizio. Mentre la comandava, dal 22 febbraio 1943 all'agosto 1944, l'Iowa trasportò il presidente Roosevelt attraverso l'Atlantico fino alla Conferenza del Cairo e in Algeria lungo il percorso verso la Conferenza di Teheran.
Fu promosso al grado di contrammiraglio il 6 agosto 1944, dove venne messo al comando del Cruiser Division 3. Prestò servizio sotto l'ammiraglio Frank Jack Fletcher nel Pacifico settentrionale e occidentale, comandando la Task Force 92 negli attacchi alle Curili. Fu vice capo delle operazioni navali nel 1946, vice CINCPACFLT nel 1948 e direttore del comitato per le politiche del personale dal 1949. Comandò il primo distretto navale, Boston, dal febbraio 1952 fino al suo ritiro dalla Marina nel 1953.

### Ultimi anni di vita
È stato vicepresidente per le relazioni con i clienti presso la John Hancock Life Insurance Company di Boston fino al suo pensionamento nel 1966.
McCrea morì a Needham, Massachusetts, il 25 gennaio 1990 all'età di 98 anni.